# Аридолис
Аридолис (др.-греч. Ἀρίδωλις) — правитель карийского города Алабанда в V веке до н. э.

## Биография
Аридолис был тираном Алабанды и в 480 году до н. э. принимал участие в походе персов в Грецию. Аридолис находился на одном из отплывших значительно позже, чем основной персидский флот, пятнадцати кораблей, командование над которыми осуществлял Сандок, правитель эолидских Ким. У мыса Артемисия отставшие приняли за своих находившиеся там эллинские суда и приблизились к ним. Греки, поняв эту ошибку, окружили своих врагов и легко захватили их в плен. После того, как Аридолис с другими военачальниками был допрошен о планах Ксеркса, он был отправлен в оковах в Коринф.
О дальнейшей судьбе Аридолиса исторические источники не сообщают.
Новым правителем Алабанды стал, по всей видимости, Аминта.